# Crisòpolis
|  | Per a altres significats, vegeu «Eíon». |

Crisòpolis (en grec antic, Χρυσόπολις Chrisopolis) era una antiga ciutat de la costa occidental de Bitínia, a la Propòntida, al Bòsfor traci, una mica al nord de Calcedònia, segons diu Esteve de Bizanci.
El seu nom vol dir 'ciutat daurada' i es donen dues explicacions. La primera diu que era el lloc on l'Imperi Persa hi guardava l'or que recollia dels impostos locals, i l'altra diu que la va fundar Crises, el fill d'Agamèmnon. Correspon a la ciutat otomana d'Üsküdar (antiga Scutari) enfront d'Istanbul.

## Història
Va ser un dels llocs on van parar els deu mil l'any 400 aC en el seu viatge de retorn des de Pèrsia. Polibi diu que els que volien anar de Calcedònia a Bizanci no ho podien fer en línia recta degut als corrents del Bòsfor, i es desplaçaven obliquament fins a Crisòpolis. Els atenesos, seguint el consell d'Alcibíades, cobraven en aquest lloc un peatge a les naus que anaven al Pont. Plini el Vell diu que Crisòpolis fuit ('va ser'), possiblement perquè a la seva època no estava poblada.
L'any 324 dC hi va tenir lloc l'anomenada batalla de Crisòpolis, entre els dos emperadors de l'època: Constantí i Licini. Posteriorment, l'any 1071, sota el regnat de Miquel VII Ducas, va ser cremada pels normands.